# Пенттиля (район Йоэнсуу)
Пенттиля — бывшая промзона севернокарельского города Йоэнсуу на юго-восточном берегу реки Пиелисйоки, в 2000-е годы в результате масштабных урбанистических мероприятий преобразованная в фешенебельный жилой район. Изменения в районе начались с закрытия в 1980-е годы части предприятий (лесопилка, бойня) и пересмотра генплана города, предусматривавшего развитие этой территории и превращение ее в новый жилой район с многоэтажной и малоэтажной современной застройкой и богатой инфраструктурой. Эта идея получила название «симметричный город на реке», так как, согласно принятому в 2000-е годы плану развития, городские власти будут способствовать интенсивному росту и наращиванию инфраструктуры на обоих берегах Пиелисйоки, а сама река будет выполнять функцию нового центра города.

## История
Ферма Мянтюля, располагавшаяся на восточном берегу устья реки Пиелисйоки, в XIX веке принадлежала крестьянину Пентти Варису и его сыну по имени Пентти, названному в честь отца. В честь этих двух Пентти район получил название Пенттиля. Дочь младшего Пентти Вариса вышла замуж за основателя будущей лесопилки купца Густафа Сёдерберг (1823–1875), деловым партнером которого был другой предприниматель Петтер Парвиайнен. Седерберг приобрел части поместья Пенттиля у своего тестя Пентти Вариса (1859) и фермера Антти Мустонена (1870). Сыновья Густафа Сёдерберга продолжили дело, начатое их отцом. Фирма Gustaf Cederberg & Co владела не только лесопилкой Пенттиля, но и другой лесопилкой в районе Карсикко и Пеккала в Йоэнсуу. Компания решила объединить все свои лесопильные мощности в Пенттиля в 1916 году, и в 1918 году была введена в эксплуатацию новая пилорама Пенттиля, которая стала крупнейшей на тот момент лесопилкой в скандинавских странах. Кроме того, компания начала подавать городу Йоэнсуу электричество с расположенной в Пенттиля электростанции. В 1986 году лесопильный завод Пенттиля был продан компании Schauman Ab Oy. Через два года новый владелец прекратил эксплуатацию устаревшей лесопилки. Заброшенная лесопилка сгорела в 1996 году, после чего старые здания в этом районе были снесены.
Администрация города Йоэнсуу и владелец участка компания UPM-Kymmene Oy почти 20 лет вели переговоры о судьбе этого района. Новая эпоха в этом районе началась, когда в 2008 году муниципалитет выкупил землю площадью 33 га, где некогда находилась лесопилка. Изменения в районе начались с пересмотра генплана города, предусматривавшего развитие этой территории и превращение ее в новый жилой район с многоэтажной и малоэтажной современной застройкой и богатой инфраструктурой. Эта идея получила название «симметричный город на реке». В Пенттиля по планам будет проживать в общей сложности 4000 жителей. Первый новый многоквартирный дом Star Tower был завершен осенью 2013 года, к концу 2016 года было завершено строительство 14 новых многоквартирных домов и строительство всей территории продлится до 2030 года. В 2019 году в Пенттиля по заказу компании Joensuun Elli Oy, управляющей студенческим жильём, был построен самый высокий деревянный дом Финляндии Lighthouse. Первый этаж здания сделан из монолитного бетона, а остальные 13 этажей изготовлены из деревянных элементов. В здании располагается 117 студенческих апартаментов, из которых 26 двухкомнатные, а остальные – однокомнатные.

## Промышленные объекты
В районе находится крупнейший в Финляндии завод компании John Deere по производству лесной и сельскохозяйственной техники.

## Образование
профессионально-техническое училище Северной Карелии «Риверия», детский сад, дом молодежи, открытый в 2009 году в рамках программы ЕС «Молодежь в действии», предоставляющий молодым людям возможности проведения досуга.

## Инфраструктура
Район Пенттиля находится в непосредственной близости от центра Йоэнсуу. Район с центром соединяют два моста через реку Пиелисйоки:
- автомобильный мост Суванто (фин. Suvantosilta). Он проходит также над автомобильными и железнодорожными путями и дает жителям прямой доступ к центру города.
- пешеходно-велосипедный мост Юлисоутайян (фин. Ylisoutajansilta, букв. «мост паромщика»). Пешеходный поворотный мост связывает район Пенттиля и южными кварталами центра города (улица Папинкату). Мост с деревянными декоративными перилами и подсветкой был открыт в 2014 году на месте бывшей паромной переправы.

В Пенттиля работают продуктовые магазины крупнейших торговых сетей (K-market и S–market), комиссионный магазин Uusiotori, салон красоты, кафе Aittaranta, рядом с которым расположена большая игровая площадка. В западной части находится розарий Rose Park, открытый в 2017 году по проекту главного ландшафтного дизайнера города Кая Амио, один из крупнейших розариев в Финляндии. В парке растет почти полторы сотни видов роз и других цветущих кустарников, всего около 900. В вишнёвой аллее Varvinpuisto разрешается свободно собирать ягоды всем желающим. В саду Varvinpuisto находится скульптура Ансси Каситонни «Самый неизвестный финский поэт» (фин. Suomen tuntemattomin runoilija) и представляющая собой 180-сантиметровую бронзовую фигуру, накрытую покрывалом.
С холма рядом с жилым районом открывается вид на озеро Пюхяселькя и город. Зимой холм является популярным местом катания на санках. Прямо на берегу реки расположен полукруглый зал Amfi в форме амфитеатра, его ступени из натурального камня в девять рядов спускаются непосредственно к реке Пиелисйоки. На месте старого причала лесопилки будет построена небольшая марина с ячейками для постоянного и временного размещения более сотни яхт. Строительство начнётся в 2020 году. Летом 2017 года была открыта новая улица, соединяющая Пенттилянкату и Пелтоланкату. Город выделил в общей сложности 20 миллионов евро на строительство инфраструктуры: водопроводных и канализационных сетей, дорог и электросетей.

## Транспорт
Через район ежедневно ходит автобус № 3, соединяющий район Пенттиля с другими районами города. Хорошо развита сеть пешеходных и велосипедных маршрутов.